# Chiesa di San Gottardo (Udine)
La chiesa di San Gottardo è un luogo di culto cattolico situato a San Gottardo, quartiere di Udine, in provincia ed arcidiocesi di Udine; fa parte del vicariato urbano di Udine.

## Storia
Per più di un secolo il luogo di culto sito in Via Cividale, era profanato e snaturato essendo stato destinato a finalità militari prima, durante il periodo napoleonico, e agricole in un secondo tempo.
Con tenace determinazione i "sangottardesi" di un secolo fa riuscirono ad ottenere che il proprietario dell'edificio, avv. Mauroner, donasse alla comunità di San Gottardo l'antica chiesa. Così i fedeli desiderosi di disporre di una chiesa più comoda e vicina rispetto alla lontana Madonna delle Grazie, chiedevano con forza che quell'edificio tornasse ad essere luogo di culto. Così avvenne nel 1914. Poco a poco la modesta cappellania "extra moenia" di cento anni or sono crebbe fino ad assurgere al rango di parrocchia. 
Le celebrazioni del centenario di codesto provvidenziale evento coincideranno con la festa del Santo Patrono il 25 maggio 2014.

## Organo

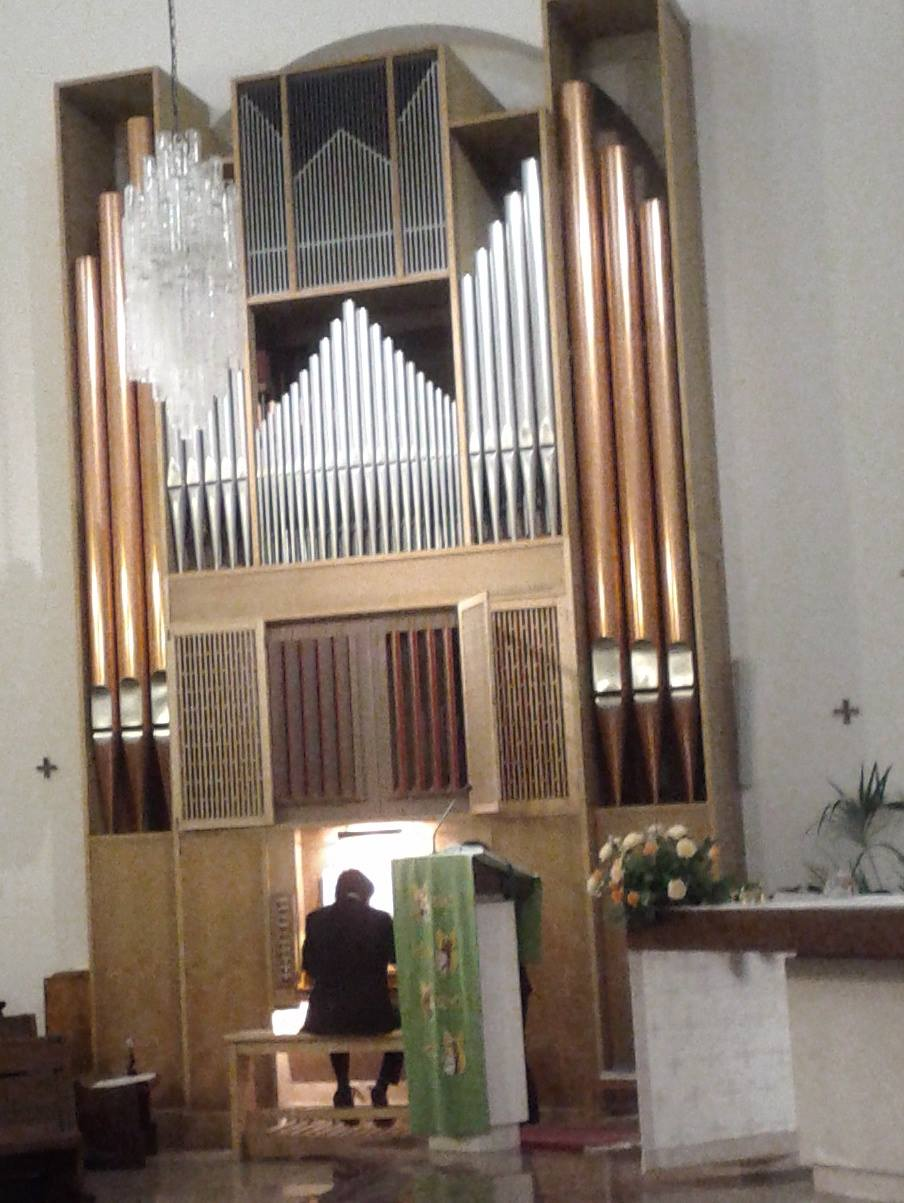
Organo Franz Zanin (1980)

Il presente organo della Chiesa di San Gottardo è stato costruito da Franz Zanin ed inaugurato nel 1980.
2 manuali, grand'organo e positivo, 1314 canne completamente meccanico.
Nel Maggio 2010 è stato completato un restauro completo da parte dello stesso Franz Zanin.